# 神僕
神僕（拉丁語：Servus Dei），即神的僕人，在許多宗教中都使用的稱號，也用來表彰他們信徒的虔誠。在天主教會中，稱為天主之僕，是一個特別的稱號，是天主教封聖程序中對於確認生前信仰虔誠的候選者的稱呼，在此之後有可能被進一步授與可敬者、真福者封號，最後得以封聖。此外，在東正教會和天主教會中，所有的信徒都被稱為神僕。
希伯來文名字奧巴底亞（希伯來語：עבדיה，Obadiah），阿拉伯文名字阿布度拉（阿拉伯語：عبد الله，Abd Allah；英語：或Abdallah），德文名字歌德沙克（德語：Gottschalk），原義都是神的僕人。

## 聖經來源
在犹太教和基督教中，“神僕”這個稱號起源自《聖經》，在《希伯来圣经》（基督教《舊約》）中提到4次，在基督教《新約》中提到3次，其中：
- 摩西，被稱為“神的僕人”（Moses the servant of God）：
  - 《歷代志上》第6章第49节
  - 《歷代志下》第24章第9节
  - 《尼希米記》第10章第29节
  - 《但以理書》第9章第11节
  - 《啟示錄》第15章第3节
- 自称耶稣的“使徒”的保羅也自称“神的僕人”：
  - 《提多書》第1章第1节：「神的僕人，耶穌基督的使徒，保羅」
- 雅各也自称“神的僕人”：
  - 《雅各書》第1章第1节：「作神和主耶穌基督僕人的雅各」

在《詹姆士王譯本》（KJV）將英文圣经译本規範化之後，在英文圣经译本中，一般不將神的僕人當成一個特定頭銜。